# Grylloblatta
Genre
Grylloblatta est un genre chez les insectes faisant partie de la famille des Grylloblattidae dans l'ordre des Notoptera. Ce genre comprend 13 espèces et se retrouve presque exclusivement en haute altitude et haute latitude des États-Unis et du Canada. Ces insectes vivent dans les grottes de glace et sur les glaciers. Ils sont actifs entre -2,5 et 11,3 °C. À température plus basse, leur métabolisme tombe au ralenti. Dans le cas contraire, leur métabolisme tolère jusqu'à 18 °C. À plus haute température, les spécimens deviennent léthargiques et à 20,5 °C, la chaleur leur cause des dommages irréversibles.
Le genre a été découvert par l'entomologiste canadien Edmund Murton Walker en 1914. Pendant près de 10 ans, il n'a été composé que d'une seule espèce : Grylloblatta campodeiformis. 

## Liste des espèces
- Grylloblatta barberi Caudell, 1924
- Grylloblatta bifratrilecta Gurney, 1953
- Grylloblatta campodeiformis Walker, 1914
- Grylloblatta chandleri Kamp, 1963
- Grylloblatta chirurgica Gurney, 1961
- Grylloblatta gurneyi Kamp, 1963
- Grylloblatta marmoreus Schoville, 2012
- Grylloblatta oregonensis Schoville, 2012
- Grylloblatta rothi Gurney, 1953
- Grylloblatta scudderi Kamp, 1979
- Grylloblatta sculleni Gurney, 1937
- Grylloblatta siskiyouensis Schoville, 2012
- Grylloblatta washoa Gurney, 1961